# Binodoxys gossypiaphis
Binodoxys gossypiaphis är en stekelart som beskrevs av Chou och Qiao Ping Xiang 1982. Binodoxys gossypiaphis ingår i släktet Binodoxys och familjen bracksteklar. Inga underarter finns listade.